# Liste der Kellergassen in Wölbling
Die Liste der Kellergassen in Wölbling führt die Kellergassen in der niederösterreichischen Gemeinde Wölbling an.
Die Keller südöstlich außerhalb von Ratzersdorf  werden in der Liste der Kellergassen in Obritzberg-Rust erwähnt.
| Foto |                 | Kellergasse                         | Standort                   | Beschreibung |
| ---- | --------------- | ----------------------------------- | -------------------------- | --- |
| BW   | Datei hochladen |                                     | KG: Ambach Standort        | Die einseitige Einzelkellergasse liegt an einer Geländekante im südlichen Hintaus. Sie besteht aus acht Gebäuden, mehrheitlich traufständig, darunter auch Neu- oder Umbauten, auf 150 Metern Länge.                                                                                             |
| ja   | Datei hochladen | Kirchbühel / Hausheimer Kellergasse | KG: Oberwölbling Standort  | Die einseitige Einzelkellergasse liegt in einem Graben am südöstlichen Rand der Katastralgemeinde, nördlich außerhalb von Anzenhof. Sie besteht aus neun traufständigen Gebäuden auf 200 Metern Länge. In dieser sogenannten Hausheimer Kellergasse finden gelegentlich Kellergassenfeste statt. |
| BW   | Datei hochladen | Kühstandsiedlungsstraße             | KG: Oberwölbling Standort  | Die einseitige Einzelkellergasse liegt in einem Graben westlich des Ortskerns. Sie besteht aus sechs traufständigen Gebäuden auf 150 Metern Länge. |
| BW   | Datei hochladen | Antingen                            | KG: Unterwölbling Standort | Die einseitige Einzelkellergasse liegt in Hanglage am westlichen Rand der Katastralgemeinde, nordöstlich außerhalb von Oberwölbling. Sie besteht aus sieben Gebäuden, überwiegend traufständig und mehrheitlich erneuerungsbedürftig, auf 150 Metern Länge.                                      |
| BW   | Datei hochladen | Flanitzweg                          | KG: Unterwölbling Standort | Die etwa 200 Meter lange einseitige Einzelkellergasse mit einigen wenigen traufständigen Gebäuden liegt östlich knapp außerhalb der Ortschaft. |
| ja   | Datei hochladen | Leithen                             | KG: Unterwölbling Standort | Die 70 Meter kurze einseitige Einzelkellergasse, aus vier Gebäuden bestehend, liegt nordöstlich knapp außerhalb der Ortschaft. |

| Foto:                    | Fotografie der Kellergasse (Gesamtheit). Klicken des Fotos erzeugt eine vergrößerte Ansicht. Daneben finden sich zwei Symbole: \| Weitere Bilder vorhanden \| Das Symbol bedeutet, dass weitere Fotos des Objekts verfügbar sind. Durch Klicken des Symbols werden sie angezeigt. \| \| Eigenes Foto hochladen \| Durch Klicken des Symbols können weitere Fotos des Objekts in das Medienarchiv Wikimedia Commons hochgeladen werden. \| |
| Name:                    | Bezeichnung der Kellergasse |
| Standort:                | Es ist die Katastralgemeinde (KG) angegeben. Durch Aufruf des Links Standort wird die Lage der Kellergasse in verschiedenen Kartenprojekten angezeigt. |
| Beschreibung             | Kurze Beschreibung der Kellergasse |
| Weitere Bilder vorhanden | Das Symbol bedeutet, dass weitere Fotos des Objekts verfügbar sind. Durch Klicken des Symbols werden sie angezeigt. |
| Eigenes Foto hochladen   | Durch Klicken des Symbols können weitere Fotos des Objekts in das Medienarchiv Wikimedia Commons hochgeladen werden. |